# René van der Gijp
René van der Gijp (født 4. april 1961 i Dordrecht, Holland) er en tidligere hollandsk fodboldspiller, hvis position var som højre midtbane. Han var på klubplan tilknyttet Sparta Rotterdam, PSV Eindhoven og SC Heerenveen i hjemlandet, Lokeren i Belgien samt Neuchâtel Xamax og FC Aarau i Schweiz. Med PSV var han med til at vinde to hollandske mesterskaber, mens det med Xamax blev til sejr i den schweiziske liga i 1988.
Van der Gijp spillede desuden 15 kampe for det hollandske landshold, hvori han scorede to mål.

## Titler
Hollandsk Mesterskab
- 1986 og 1987 med PSV Eindhoven

Schweizisk Mesterskab
- 1988 med Neuchâtel Xamax